# Gnosjö (gemeente)
Gnosjö is een Zweedse gemeente in Småland. De gemeente behoort tot de provincie Jönköpings län. Ze heeft een totale oppervlakte van 452,4 km² en telde 9810 inwoners in 2004.

## Plaatsen
| #  | Tätort      | Befolkning |
| -- | ----------- | ---------- |
| 1  | Gnosjö      | 4 364      |
| 2  | Hillerstorp | 1 806      |
| 3  | Kulltorp    | 327        |
| 4  | Nissafors   | 313        |
| 5  | Törestorp   | 233        |
| 6  | Marieholm   | 218        |
| 7  | Åsenhöga    | 200        |
| 8  | Marås       | 144        |
| 9  | Brännehylte | 71         |
| 10 | Målskog     | 60         |